# Управління морської безпеки Японії

Прапор Управління з емблемою сил берегової охорони

Управлі́ння морсько́ї безпе́ки (яп. 海上保安庁, かいじょうほあんちょう, МФА: [kai̯d͡ʑoː hoaɴ t͡ɕoː]) — центральний урядовий орган в Японії, що здійснює контроль над силами Берегово́ї охоро́ни Япо́нії. Автономний орган Міністерства землі та транспорту Японії. Утворений 1948 року. Основними завданнями є захист японських територіальних вод і морських кордонів, нагляд за дотриманням законів та правил судами в морі та прибережній смузі, запобігання морським стихійним лихам, координація рятувальних робіт на морі, захист довкілля морів та океанів. Керівництво здійснюється 11 регіональними штабами морської безпеки, розташованими по всьому Японському архіпелагу. При управлінні працює Академія сил берегової охорони. Усі робітники Управління є членами сил берегової охорони. Їхній правовий статус рівний статус японської поліції.

## Регіональні штаби

Регіони Управління морської безпеки

Сили берегової охорони Японії здійснюють патрулювання в 11 регіонах:
| Регіон | Центр     | Префектури                                                                   |
| ------ | --------- | ---------------------------------------------------------------------------- |
| 1      | Отару     | Хоккайдо                                                                     |
| 2      | Сіоґама   | Аоморі, Івате, Міяґі, Акіта, Ямаґата, Фукушіма                               |
| 3      | Йокоґама  | Ібаракі, Тотіґі, Ґумма, Сайтама, Тіба, Токіо, Канаґава, Яманасі, Сідзуока    |
| 4      | Наґоя     | Ґіфу, Айті, Міє                                                              |
| 5      | Кобе      | Сіґа, Кіото (південь), Осака, Хьоґо (південь), Нара, Вакаяма, Токушіма, Коті |
| 6      | Хірошіма  | Окаяма, Хірошіма, Ямаґуті (схід), Каґава, Ехіме                              |
| 7      | Кіта-Кюсю | Ямаґуті (захід), Фукуока, Наґасакі, Ойта, Кумамото (північ)                  |
| 8      | Майдзуру  | Кіото (північ), Фукуй, Хьоґо (північ), Тотторі, Сімане                       |
| 9      | Ніїґата   | Ніїґата, Тояма, Ісікава, Наґано                                              |
| 10     | Каґошіма  | Кумамото (південь), Міядзакі, Каґошіма                                       |
| 11     | Наха      | Окінава                                                                      |